# Pugsley Addams
Pugsley Uno Addams est un personnage fictif membre de la famille Addams, créée par le dessinateur américain Charles Addams.

## Les dessins animés
Dans les dessins animés, Pugsley est décrit comme un jeune garçon sournois et brillant dans les dessins animés originaux de Charles Addams. Il est souvent montré en train de jouer avec des voiliers dans le parc avec d'autres enfants, sauf que ses bateaux étaient piégés.

## Télévision

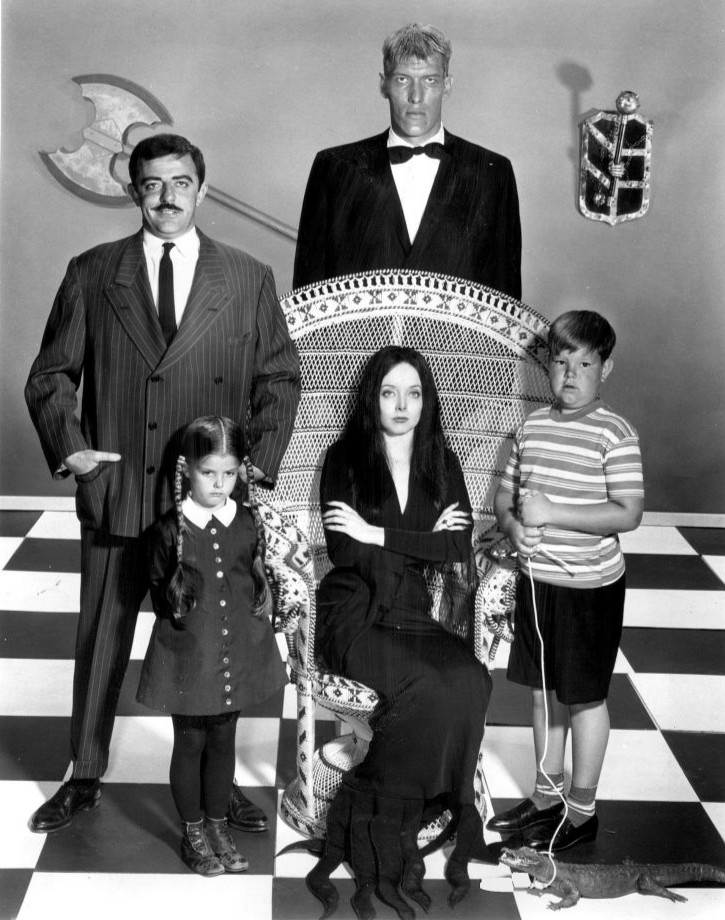
Photographie des différents membre de la Famille Adams de la série de 1964, avec, de gauche à droite : Gomez, Mercredi, Lurch (en haut), Morticia (en bas) et Pugsley.

Pugsley est l'aîné de Morticia et Gomez Addams. C'est un jeune garçon qui est presque toujours vu portant un t-shirt et un short rayé. À l'origine sans nom (comme tous les membres de la famille), le personnage est apparu pour la première fois dans les dessins de Charles Addams dans The New Yorker dans les années 1930. Dans cette première apparition, il a été décrit comme un enfant déviant avec une nature vicieuse, montré en train de commettre des actes déplorables avec sa sœur. Dans toutes les adaptations, il est en surpoids. Dans la série originale, Pugsley mesure 1,42 mètre et pèse 50 kilos. Dans la série télévisée, Pugsley mange généralement plus de cinq morceaux de gâteau lors des fêtes d'anniversaire.
Lorsque les personnages ont reçu des noms pour la série télévisée, il allait à l'origine s'appeler « Pubert » (une dérivation du mot puberté, peut-être un reflet de son âge) mais il a été rejeté car il sonnait trop sexuel, et le nom Pugsley a été choisi à la place (le nom Pubert a ensuite été utilisé lorsque Gomez et Morticia ont eu un troisième enfant dans le film Les Valeurs de la famille Addams).
Dans la série télévisée américaine, Pugsley est interprété par l'enfant acteur Ken Weatherwax. Cette incarnation du personnage est plus joviale et inventive ; il affiche des compétences d'ingénierie extravagantes, notamment l'invention d'un pistolet désintégrateur, d'un pistolet anti-gravitationnel et d'autres dispositifs. Lui et Gomez ont créé un ordinateur nommé Whizzo et un robot nommé Smiley (joué par Robby le robot). Pugsley et sa sœur cadette Mercredi jouent souvent ensemble, montrant rarement des signes de rivalité fraternelle ; ils partagent un intérêt pour les araignées, la dynamite, les guillotines et autres « jouets » dangereux.
Dans le premier épisode, Morticia et le psychiatre, le reste de la famille craint que Pugsley n'adopte un comportement qu'il considère comme « étrange » : porter un uniforme de scout, jouer avec un chiot, etc. Lorsqu'il est envoyé chez un psychiatre, Pugsley raconte des incidents d'enfance impliquant des pendaisons, des mitrailleuses et des grenades, sans aucun indice que d'autres pourraient trouver ces récits inhabituels.
Dans la plupart des interprétations du personnage, Pugsley avait un passe-temps inhabituel consistant à voler des panneaux de signalisation, qu'il utilisait pour orner les murs et la porte de sa chambre. Cela peut avoir évolué à partir d'un dessin animé original d'Addams dans lequel, plutôt que des panneaux de signalisation, il volait et décorait sa chambre avec des panneaux d'avertissement, tels que des panneaux de haute tension et d'eau peu profonde, mettant ainsi les autres en danger. Il a également une pieuvre de compagnie nommée Aristote.
Dans les années 1970, il y avait une série animée sur la famille, dans laquelle Pugsley était doublé par l'actrice Jodie Foster. Foster a prêté sa voix à ce même personnage dans un épisode de Fantomatiquement vôtre, signé Scoubidou . Dans la deuxième série animée, Pugsley a été doublé par Jeannie Elias.
Dans le téléfilm de 1977, Ken Weatherwax a joué un Pugsley adulte, devenu sorcier. Dans l'intervalle entre la série télévisée originale et ce film, ses parents ont eu deux autres enfants, qui ressemblent à l'original Pugsley et Mercredi. Il est connu sous le nom de Périclès Addams dans les pays hispanophones et au sous le nom de « Feioso » (laid) au Brésil.
Dans la série de 1998 The New Addams Family, Pugsley est joué par Brody Smith, dans une représentation très similaire de celle des années 1960, bien qu'il soit déclaré plus jeune que Mercredi.
Isaac Ordonez interprète Pugsley dans la série Netflix Mercredi. Contrairement à la plupart des représentations, il est plus jeune que Mercredi et ses cheveux sont maintenant noirs au lieu de blonds.

## Versions cinématographiques
Dans le film La Famille Addams et sa suite, Les Valeurs de la Famille Addams, Pugsley est joué par Jimmy Workman. Il agit en tant que complice involontaire de sa sœur aînée, Mercredi, qui tente de lui infliger des blessures mortelles, bien qu'il lui ait rendu la pareille à l'occasion.
Dans La Famille Addams, Pugsley et Mercredi ouvrent un stand de limonade, mais leurs boissons sont toxiques et font cracher des flammes.
Dans Les Valeurs de la Famille Addams, Mercredi et Pugsley sont envoyés au Camp Chippewa, un camp d'été, où ils sont forcés de participer à une pièce de théâtre sur le thème de Thanksgiving intitulée A Turkey Called Brotherhood. Pugsley tient le rôle d'une dinde dansante et dirige les enfants dans un chœur de Eat Me ; on le voit plus tard aider Mercredi à renverser les animateurs du camp et à incendier le terrain.
Dans le film La Famille Addams : Les Retrouvailles, Pugsley (maintenant joué par Jerry Messing) se comporte (la plupart du temps) de la même manière que ses deux incarnations cinématographiques précédentes. Lors de la réunion de famille de la famille Addams, il tombe amoureux d'une jeune fille nommée Gina (jouée par Haylie Duff). Selon Pugsley, son nom signifie « pompe gastrique » en bulgare.
Dans la comédie musicale de Broadway La Famille Adams, Pugsley est joué par Adam Riegler en tant que frère cadet, âgé d'environ 11 ans, sept ans de moins que Mercredi, elle alors âgée de 18 ans (jouée par Krysta Rodriguez).
Finn Wolfhard double le personnage de Pugsley dans le film d'animation de 2019. Javon « Wanna » Walton remplace Wolfhard en tant que voix de Pugsley dans La Famille Addams 2 : Une virée d'enfer, sorti le 1er octobre 2021.